# Южен трипоясен броненосец
Южният трипоясен броненосец (Tolypeutes matacus) е вид бозайник от семейство Броненосцови (Dasypodidae). Видът е почти застрашен от изчезване.

## Разпространение и местообитание
Разпространен е в Аржентина, Боливия, Бразилия и Парагвай.